# Трестіана
Трестіана (рум. Trestiana) — село у повіті Васлуй в Румунії. Входить до складу комуни Гривіца.
Село розташоване на відстані 230 км на північний схід від Бухареста, 49 км на південь від Васлуя, 107 км на південь від Ясс, 89 км на північ від Галаца.

## Населення
За даними перепису населення 2002 року у селі проживали 1353 особи, з них 1352 особи (99,9%) румунів. Рідною мовою 1352 особи (99,9%) назвали румунську.